# Kimbella tubucaulon
Kimbella tubucaulon är en insektsart som beskrevs av Davies 1988. Kimbella tubucaulon ingår i släktet Kimbella och familjen dvärgstritar. Inga underarter finns listade i Catalogue of Life.